# Absolute Summer vol. 1
Absolute Summer vol. 1, kompilation i serien Absolute Summer udgivet i 2001. Albummet er en dobbelt-cd bestående af sommerhits.

## Spor

### Disc 1
1. LeAnn Rimes – "Can't Fight The Moonlight" (Latino Mix)
2. Zididada – "Zididada Day"
3. Antique – "(I Would) Die For You"
4. Lou Bega – "Mambo No. 5 (A Little Bit Of...)"
5. The Mavericks – "Dance The Night Away"
6. Vengaboys – "We're Going To Ibiza!"
7. Fabrizio Faniello – "Another Summer Night"
8. Roy Orbison – "California Blue"
9. Sunny Face – "The Sunny Cha Cha Cha"
10. The Beach Boys – "California Girls"
11. CJ Lewis – "Sweets For My Sweet"
12. Sunzet – "If We Ever Fall In Love Again"
13. Shaggy – "In The Summertime"
14. Chico & The Gypsies – "Marina"
15. Shaft[flertydigt link ønskes præciseret] – "(Mucho Mamba) Sway"
16. Geri Halliwell – "Mi Chico Latino"

### Disc 2
1. Baha Men – "Who Let The Dogs Out"
2. Los del Rio – "Macarena"
3. Laid Back – "Sunshine Reggae 2000"
4. Lionel Richie – "All Night Long"
5. Chaka Demus & The Pliers – "Tease Me"
6. Los Umbrellos – "No Tengo Dinero"
7. DJ Mendez – "Fiesta (House Party)"
8. Prima Donna feat. Linda Scott – "Dam Da Dam (Why Haven't I Told You)"
9. Inner Circle – "Sweat (A La La La La Long)"
10. Pato Banton – "Baby Come Back"
11. Texas – "Summer Son"
12. Dario G – "Carnival de Paris"
13. Bob Marley vs. Funstar Deluxe – "Sun Is Shining"
14. Afro Medusa – "Pasilda"
15. De La Soul feat. Chaka Khan – "All Good?"
16. Barry Manilow – "Copacabana (At The Coba)"